# Juan Luis Martínez
Juan Luis Martínez Holger (* 7. Juli 1942 in Valparaíso; † 29. März 1993 in Villa Alemana) war ein chilenischer Dichter und Künstler.

## Werke
- 1978 La poesía chilena
- 1985 La nueva novela
- 2003 Poemas del otro: poemas y diálogos dispersos